# Parapammene
Parapammene is een geslacht van vlinders van de familie bladrollers (Tortricidae), uit de onderfamilie Olethreutinae.

## Soorten
- P. aurifascia Kuznetsov, 1981
- P. cyanodesma Diakonoff, 1976
- P. dicastica (Meyrick, 1922)
- P. imitatrix Kuznetsov, 1986
- P. inobservata Kuznetsov, 1962
- P. isocampta (Meyrick, 1914)
- P. longipalpana Kuznetsov, 1992
- P. marmaranthes (Meyrick, 1933)
- P. pericapna Diakonoff, 1976
- P. selectana (Christoph, 1882)